# NGC 2343
NGC 2343 è un piccolo ammasso aperto visibile nella costellazione dell'Unicorno.

## Osservazione

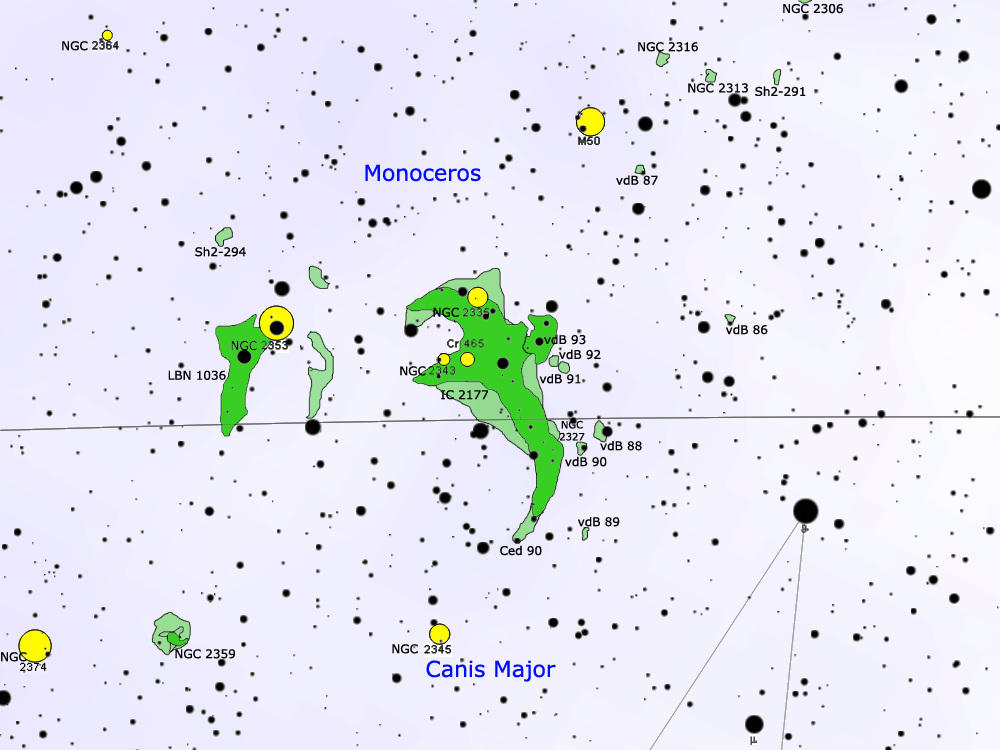
Mappa per individuare NGC 2343.

Appare formato da una quindicina di stelle a partire dalla nona e decima magnitudine; si individua con un piccolo telescopio o con un grande binocolo, in cui si presenta come una piccola ma evidente concentrazione di astri. Le sue componenti sono disposte a formare una sorta di triangolo, che ad ingrandimenti ricorda perfettamente una miniatura delle Iadi, con la stella più brillante, di ottava grandezza, posta proprio nel vertice sud-orientale; questa stella, a differenza di Aldebaran nel caso delle Iadi, appartiene realmente all'ammasso e non vi si trova davanti per un effetto prospettico. Tutta l'area è circondata da una vasta nebulosa diffusa, nota come Nebulosa Gabbiano e ben osservabile anche attraverso piccoli strumenti.
La declinazione quasi a cavallo dell'equatore celeste di quest'ammasso favorisce leggermente gli osservatori dell'emisfero sud, sebbene si presenti circumpolare solo a partire da latitudini molto elevate; dall'emisfero boreale la sua osservazione risulta penalizzata soltanto dalle regioni situate a elevate latitudini settentrionali ed è osservabile da tutte le aree popolate della Terra. Il periodo migliore per la sua osservazione nel cielo serale è quello compreso fra novembre e aprile.

## Storia delle osservazioni
NGC 2343 venne individuato per la prima volta da William Herschel nel 1785 attraverso un telescopio riflettore da 18,7 pollici; suo figlio John Herschel lo riosservò in seguito e lo inserì poi nel suo General Catalogue of Nebulae and Clusters col numero 1498.

## Caratteristiche
NGC 2343 è un ammasso molto giovane e moderatamente ricco, ben contrastato dai campi stellari di fondo e situato alla distanza di 1056 parsec (3443 anni luce); la sua posizione ricade così all'interno del Braccio di Orione, nello stesso ambiente in cui si trova la Nebulosa Gabbiano, di cui fa fisicamente parte.
Si ritiene che l'ammasso faccia parte di una generazione precedente alle stelle più giovani di recente formazione attorno alla nebulosa. Le sue stelle più calde sono di classe spettrale B e sono nella fase di sequenza principale; la componente più luminosa invece è la gigante rossa HD 54387. Le sue dimensioni reali sono pari a circa 3,6 parsec, entro cui sono contenute almeno 32 stelle fino alla classe spettrale F, fra le quali è presente una sola stella variabile.

### Opere generali
- (EN) Stephen James O'Meara, Deep Sky Companions: Hidden Treasures, Cambridge University Press, 2007, ISBN 0-521-83704-9.
- A. De Blasi, Le stelle: nascita, evoluzione e morte, Bologna, CLUEB, 2002, ISBN 88-491-1832-5.

### Carte celesti
- (EN) Tirion, Rappaport e Lovi, Uranometria 2000.0, William-Bell inc., ISBN 0-943396-14-X.
- (EN) Tirion e Sinnott, Sky Atlas 2000.0, 2ª ed., Cambridge, USA, Cambridge University Press, 1998, ISBN 0-933346-90-5.
- (EN) Tirion, The Cambridge Star Atlas 2000.0, 3ª ed., Cambridge, USA, Cambridge University Press, 2001, ISBN 0-521-80084-6.